# Hermogène (magister officiorum)
Hermogène (en grec : Ἑρμογένης, mort en 535-536) est un fonctionnaire byzantin qui sert comme magister officiorum, chef militaire et ambassadeur au cours de la guerre d'Ibérie contre les Sassanides, au début du règne de Justinien (527-565).

## Biographie

La frontière entre l'Empire byzantin et la Perse sassanide.

Hermogène est probablement originaire de la Scythie mineure (l'actuelle Dobroudja) comme il est appelé le Scythe dans les chroniques byzantines. Dans les années 510, il sert comme assesseur (assistant juridique) du général Vitalien, qui mène une série de révoltes contre Anastase Ier en 513-515.
En mai 529, il est élevé au rang de magister officiorum, le chef du secrétariat impérial. En avril 529, il est envoyé comme émissaire auprès de Kavadh Ier, avec de nombreux cadeaux, pour lui annoncer officiellement l'arrivée sur le trône de Justinien et lui faire des propositions de paix. Il arrive auprès du Chah perse en juillet et revient avec sa proposition d'une trêve d'un an,. Justinien le renvoie en Perse avec Rufinus, qui a déjà conduit des ambassades dans ce territoire. Ils arrivent à Antioche en mars 530, avant de se rendre à Hiérapolis, où ils informent Kavadh de leur arrivée et de leur volonté de reprendre les négociations. Toutefois, Kavadh a déjà préparé une force d'invasion et reporte la rencontre. Alors que Rufinus reste à Hiérapolis, Hermogène rejoint l'armée byzantine dirigée par Bélisaire, qui vient d'être promu magister militum pour l'Orient. Il est alors posté à la forteresse de Dara sur la frontière perse,.
Alors qu'Hermogène a été envoyé auprès de Bélisaire par Justinien pour le seconder dans la formation de son armée, il en vient à partager le commandement des forces byzantines. Rapidement, les troupes perses traversent la frontière et atteignent Ammodius en juin 530. Les Byzantins décident alors de sortir de Dara pour se positionner à l'extérieur des murailles. Bélisaire et Hermogène tentent de négocier la veille de la bataille mais le général perse refuse. Au cours de la bataille de Dara, Hermogène partage le commandement avec Bélisaire et l'affrontement débouche sur une large victoire byzantine,. Après la bataille, Kavadh accepte une nouvelle ambassade mais Hermogène n'est pas présent car il revient à Constantinople à la fin 530 ou au début de l'année 531. Dans le même temps, Kavadh a transmis ses propositions à Rufinus qui revient auprès de Justinien. Alors que le dirigeant perse avait formulé des termes acceptables pour les deux parties, il revient finalement sur sa volonté initiale et décide de poursuivre la guerre.
Au cours du printemps 531, une nouvelle invasion perse entraîne l'envoi d'Hermogène en Orient à la tête de renforts pour l'armée de Bélisaire. Quand il atteint celle-ci, il joue les conciliateurs pour mettre un terme à un conflit entre Bélisaire et l'un de ses subordonnés, Sunicas. Dans le même temps, les Perses décident de se replier. Hermogène et Bélisaire s'accordent pour dire que cela marque l'échec de la tentative d'invasion perse et pensent en rester là. Toutefois, les autres généraux réclament de poursuivre l'adversaire. Les deux armées s'opposent à la bataille de Callinicum et les Byzantins subissent une lourde défaite,. De nouveau, Hermogène est envoyé comme émissaire auprès de Kavadh mais ne parvient à aucun résultat. Il revient à Constantinople puis repart comme ambassadeur à la fin de l'été 531. Au cours de son trajet, il rejoint l'armée de Sittas et est présent quand les Perses lèvent le siège de Martyropolis.
Alors qu'il est toujours dans cette cité, il apprend la mort de Kavadh et sa succession par Chosroès Ier. Ce dernier écrit à Justinien, par l'intermédiaire d'Hermogène, pour une reprise des discussions. Toutefois, Justinien interdit à Rufinus et Stratégius, ses représentants à Édesse, d'établir le dialogue. Si Justinien espère déstabiliser Chosroès Ier, ses espoirs s'avèrent vains. Le nouveau chah n'a pas les velléités guerrières de son frère et renouvelle son offre de négociations, en plus d'une trêve de trois mois. Justinien ordonne à Hermogène de consentir à cette proposition et, après un échange d'otages, l'armée perse se retire du territoire byzantin qu'elle occupe. Par la suite, Hermogène fait partie des quatre émissaires envoyés auprès de Chosroès pour négocier la paix. Si les pourparlers échouent, une nouvelle ambassade conduite par Hermogène et Rufinus parvient à la conclusion de la « Paix éternelle » en septembre 532.
Hermogène est congédié comme magister officiorum après novembre 533. Il est remplacé par Tribonien avant de revenir à ce poste en 535, peu avant sa mort. Hermogène a au moins un fils, Saturninus. Peu après la mort d'Hermogène, il essaie de se marier avec sa cousine, la fille de Cyril, le chef des foederati dirigés par Bélisaire. Toutefois, Théodora s'oppose à cette union. Elle lui proposer de se marier à la fille d'un ancien courtisan vivant au palais mais il refuse et est sanctionné en étant fouetté.